# Блендулон
Блендулон (ісл. вимова: [ˈplœntʏˌlouːn]) - одне з  найбільших озер Ісландії (57  km²). Воно було створене у 1984-1991 роках як резервуар для електростанції Блендувіркюн і має глибину 39 м.  Воно розташоване недалеко від нагірної дороги Кьолур у Ісландії. Гарячі джерела Хверавеллір знаходяться близько 25 км на південь.

## Дивитися також
- Список озер Ісландії